# Alexandru D. Neagu
Alexandru D. Neagu (n. 8 mai 1903, București, România) a fost ministru de finanțe al României între anii 1942-1944.
Alexandru Neagu a fost  absolvent al Colegiului „Stanislas”, apoi, după terminarea Primului Război Mondial, al Facultății de Drept și al celei de Științe Politice din Paris. A lucrat la Banca Națională, unde a organizat și a condus Serviciul de Studii, secretar general la Ministerul de Finanțe, sub conducerea lui Victor Antonescu, cenzor la Casa de Economii, ministru de Finanțe în perioada 25 septembrie 1942–1 aprilie 1944, în timpul guvernării Mareșalului Ion Antonescu. Între anii 1948-1956 trăiește în clandestinitate, fiind condamnat, după judecată în lipsă, la 8 ani temniță grea. Arestat, condamnat la 11 aprilie 1957 la 15 ani de detenție, a fost închis în penitenciarele Aiud, Râmnicu Sărat, Jilava și Gherla. Eliberat în 1964, în urma amnistiei generale a deținuților politici. În 1981, s-a refugiat în Elveția.
Alexandru D. Neagu a decedat în 1991 la Geneva, Elveția.